# Augastes
Augastes là một chi chim trong họ Chim ruồi.

## Các loài
- Augastes lumachella ở	Brazil
- Augastes scutatus